# Uromyces habrochloae
Uromyces habrochloae är en svampart som beskrevs av Gjaerum 1988. Uromyces habrochloae ingår i släktet Uromyces och familjen Pucciniaceae.   Inga underarter finns listade i Catalogue of Life.